# Breguet (relojería)

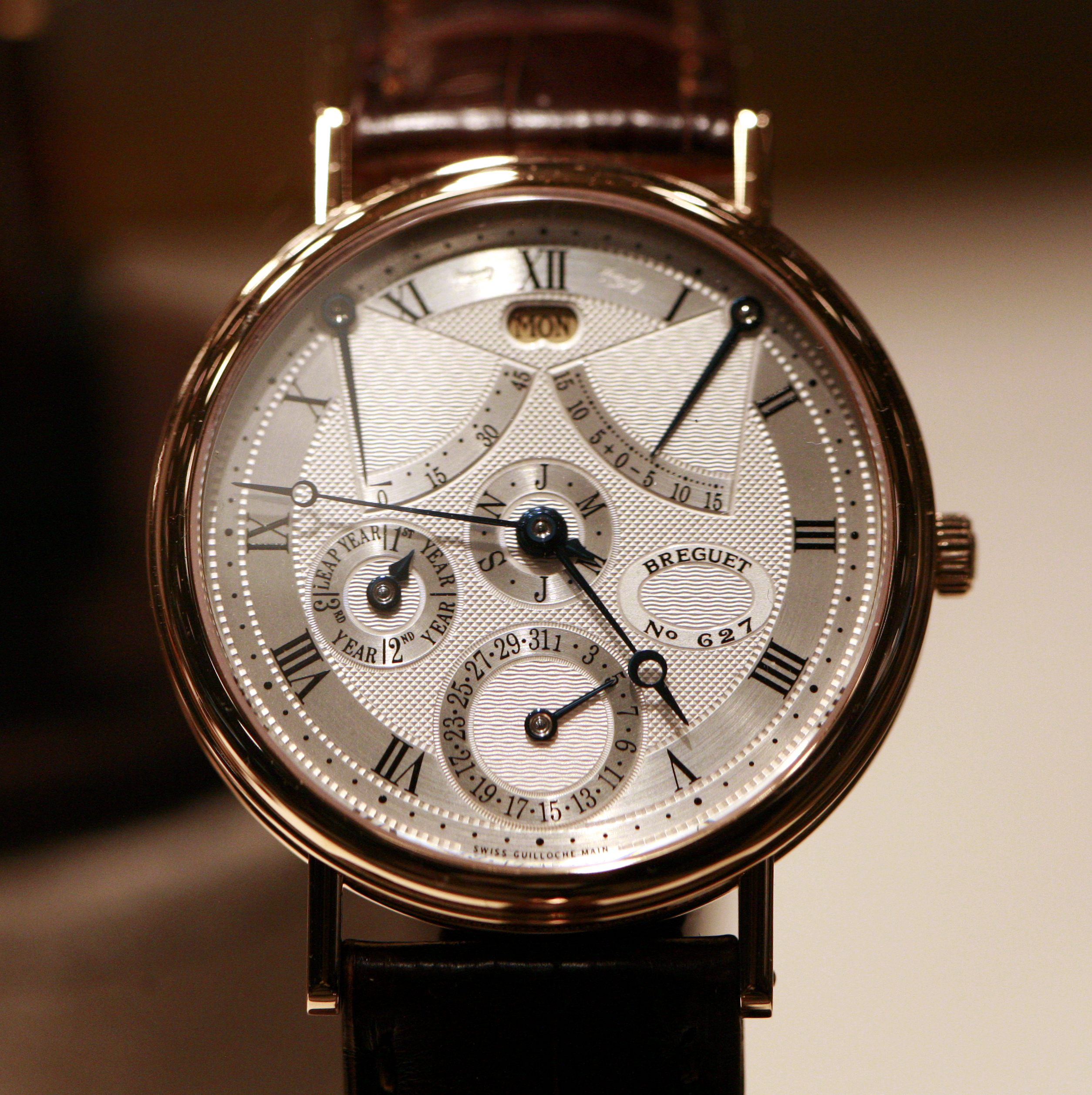
Reloj Breguet con calendario perpetuo

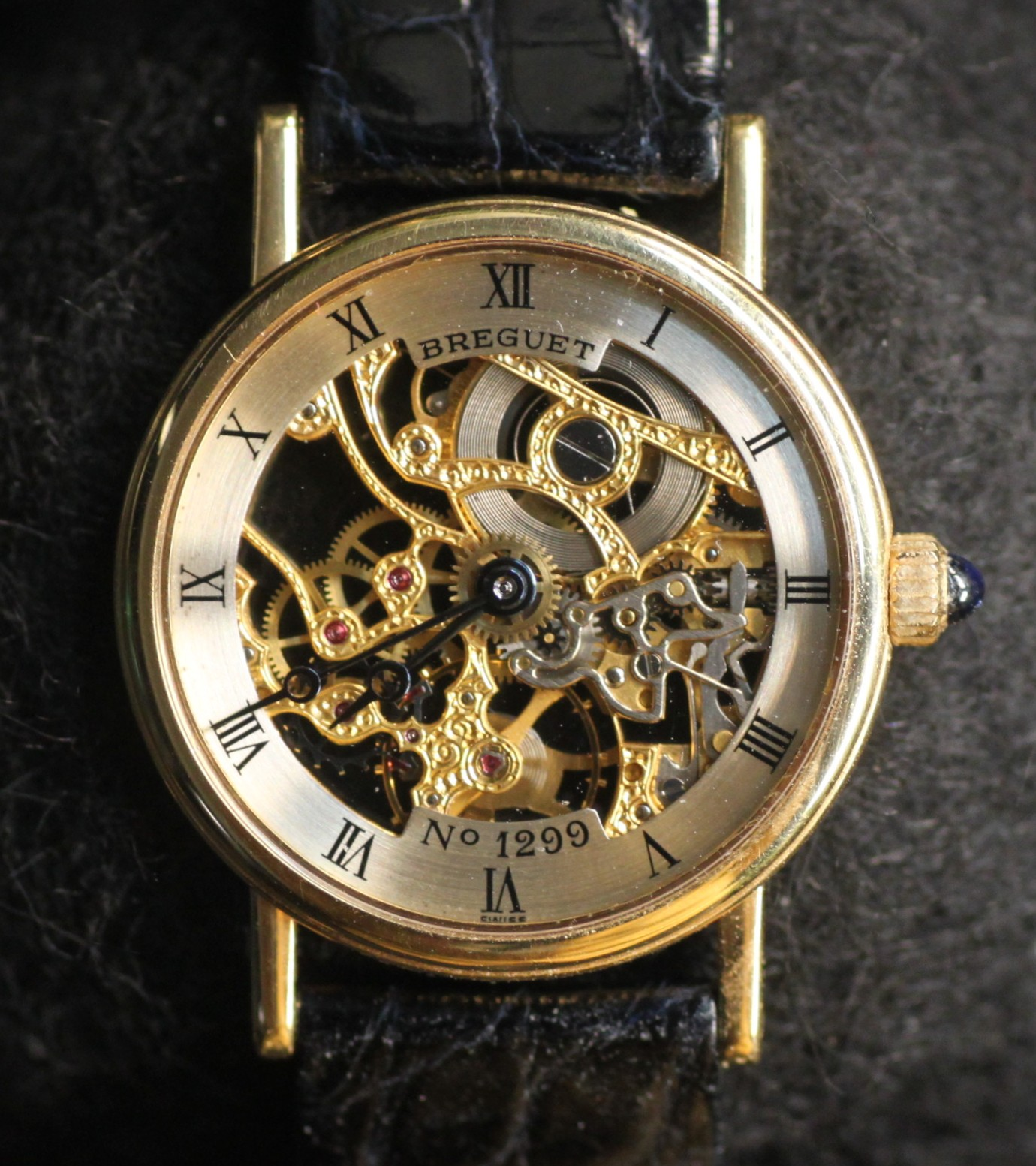
Reloj "esqueleto" Breguet

Breguet es una empresa suiza fabricante de relojes y joyas de lujo, fundada por Abraham Louis Breguet en París en 1775. Con sede en L'Abbaye, es una de las marcas de relojería más antiguas que aún se conservan, y pionera en numerosas tecnologías, como el tourbillon, que Abraham Breguet desarrolló como una solución práctica en 1801. También inventó y produjo el primer reloj automático del mundo (el Perpétuelle) en 1780, así como el primer reloj de pulsera del mundo en 1810 (el Breguet No.2639, para Carolina Bonaparte, reina de Nápoles). Desde 1999, es una filial de la compañía suiza Grupo Swatch.

## Prestigio de la firma
Breguet es un fabricante de relojes de gran prestigio. A lo largo de los años, entre los propietarios de relojes Breguet más conocidos figuraron Napoleón Bonaparte, Jorge III del Reino Unido, la reina Victoria del Reino Unido, Alejandro I de Rusia, Ettore Bugatti, Winston Churchill, Serguéi Rajmáninov, Gioachino Rossini o Arthur Rubinstein. El reloj de bolsillo Breguet & Fils, Paris No. 2667 (1814) se encuentra entre los relojes más caros adquiridos en una subasta, ya que se vendió por 4,69 millones de dólares en Ginebra en mayo de 2012. Por su parte, el Breguet Sympathique Clock No.128 & 5009 (Duc d'Orléans Breguet Sympathique), es actualmente el reloj Breguet más caro jamás vendido en una subasta, y se vendió por 6,8 millones de dólares estadounidenses en Nueva York en diciembre de 2012.

## Historia

### Orígenes

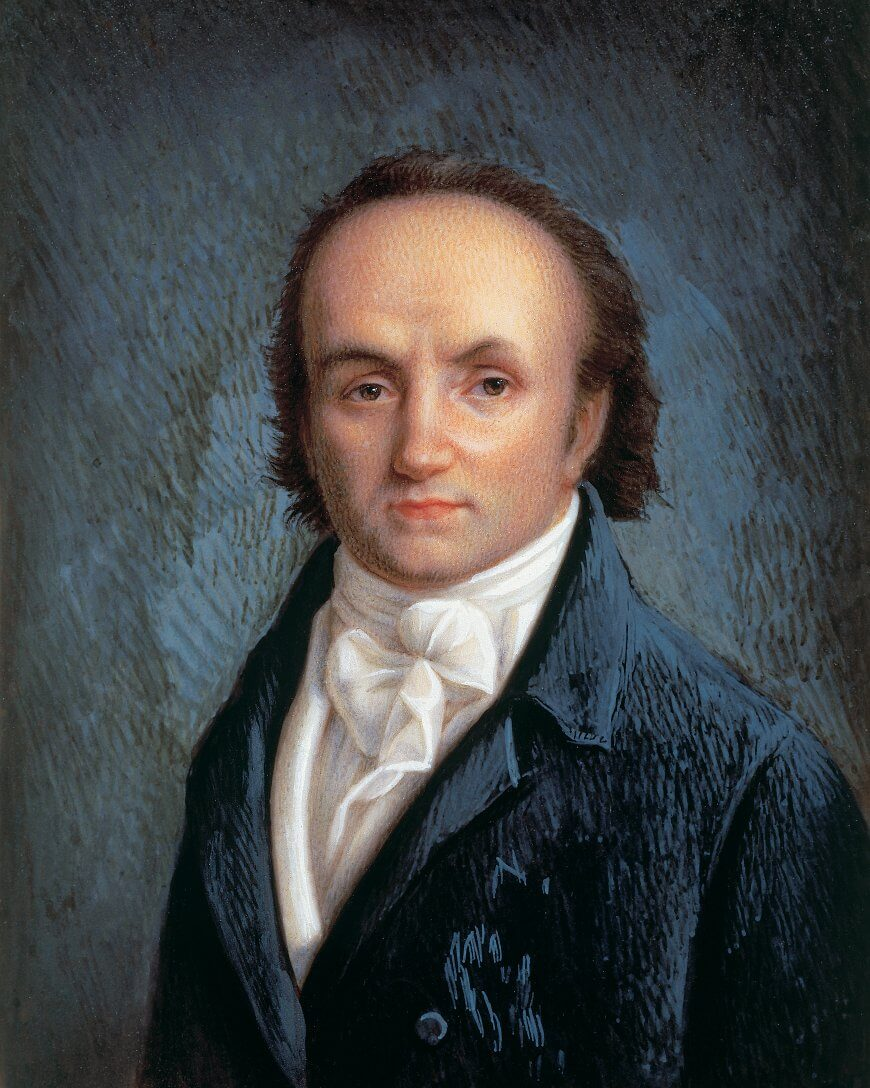
Abraham-Louis Breguet

Breguet fue fundada en 1775 por Abraham Louis Breguet, un relojero suizo nacido en Neuchâtel, hijo de hugonotes. Estudió relojería durante diez años con Ferdinand Berthoud y Jean-Antoine Lépine antes de establecer su propio negocio de relojería en el 51 Quai de l'Horloge en la Isla de la Cité de París. La dote que recibió por su matrimonio con la hija de un próspero burgués le proporcionó el respaldo financiero que le permitió abrir su propio taller.
Las conexiones que Breguet hizo durante su aprendizaje como relojero y como estudiante de matemáticas lo ayudaron a establecer su negocio. Después de su introducción en la corte, la reina María Antonieta de Austria quedó fascinada por el primer modelo de reloj automático de la historia construido por Breguet; y Luis XVI de Francia compró varios de sus relojes. En 1783, el conde sueco Hans Axel de Fersen, que era amigo de la reina y su supuesto amante, encargó un reloj a Breguet que debía contener todos las complicaciones conocidas en ese momento como regalo para María Antonieta de Austria. El resultado es una obra maestra de Breguet, el reloj de María Antonieta (Breguet No.160).
El negocio fue un éxito, y alrededor de 1807 Abraham-Louis Breguet hizo socio de la empresa a su hijo Louis-Antoine, rebautizando la empresa "Breguet et Fils" (Breguet e hijos). Louis-Antoine se hizo cargo de la empresa tras la muerte de su padre en 1823. Después de que Louis-Antoine se jubilara en 1833 (murió en 1858), el negocio pasó al nieto de Abraham-Louis, Louis Clément Francois (1804-1883).
El bisnieto de Abraham-Louis, Louis Antoine (1851-1882), fue el último de la familia Breguet en dirigir la firma. Aunque tenía dos hijos y una hija, no entraron en el negocio, por lo que la empresa Breguet contrató al famoso relojero inglés Edward Brown de Clerkenwell para gestionar la fábrica de París. Brown acabó convirtiéndose en socio y, tras la muerte del nieto de Breguet, en el propietario y director de la empresa. Cuando Brown murió en 1895, la empresa pasó a manos de sus hijos, Edward y Henry. Cuando Edward se jubiló a principios del siglo XX, Henry Brown se convirtió en el director de la empresa.

### Desarrollo posterior

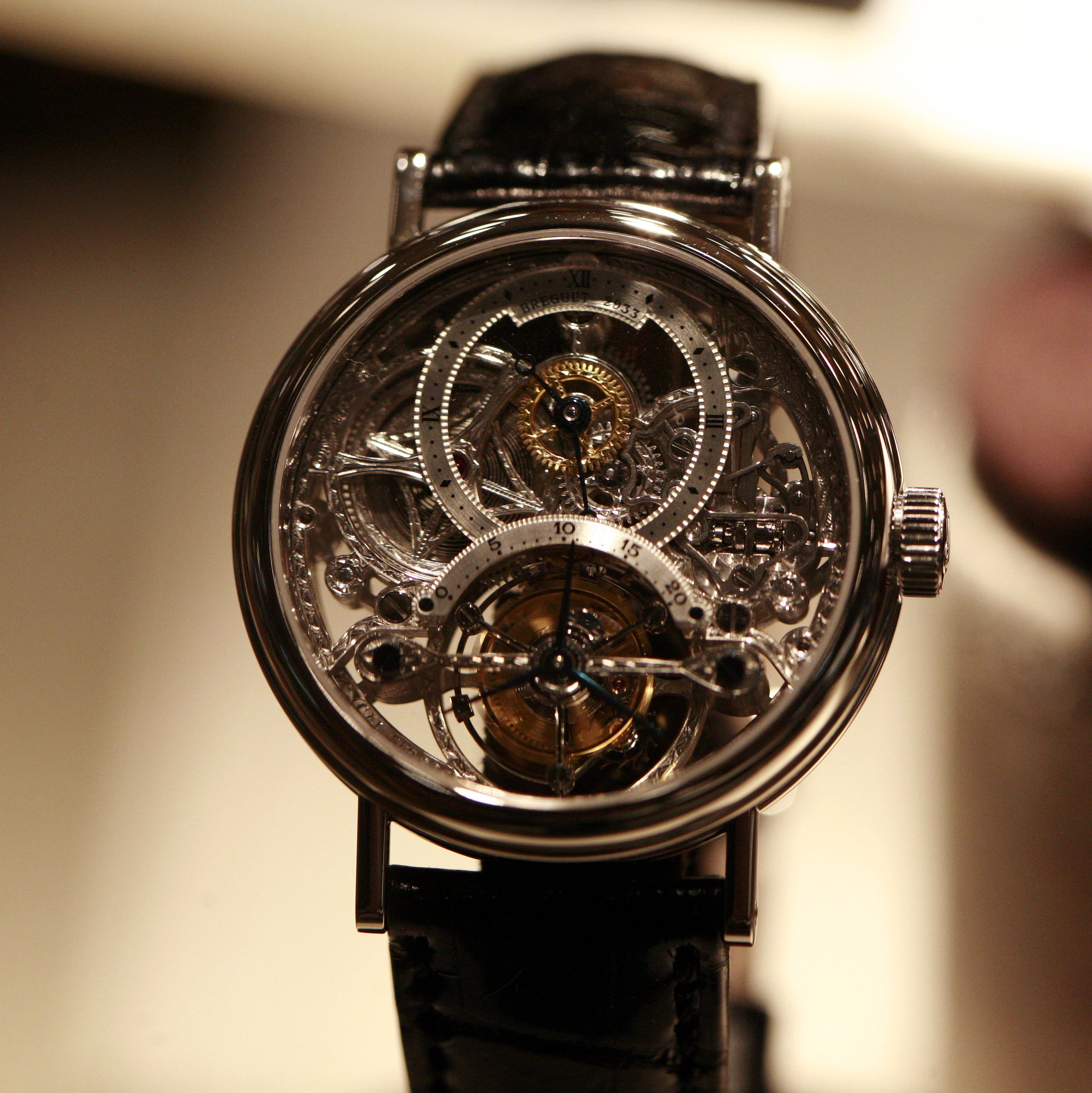
Reloj Breguet con tourbillon

De 1870 a 1970, Breguet fue propiedad de la familia inglesa Brown. La familia Brown era de origen inglés. Edward Brown fue un destacado director de fábrica, que adquirió Breguet del nieto de Abraham-Louis, Louis-François. Brown dirigió la marca durante la turbulenta época de la política francesa de finales del siglo XIX. Fue solo después de la muerte de Edward que la firma vio aumentar sus ventas cerca de los niveles que disfrutaba antes de 1870. El hijo de Edward, Edouard, se hizo cargo del negocio hasta 1912, cuando su hermano Henry tomó las riendas. Después de la familia Brown, la propiedad cambió de manos varias veces durante la crisis del cuarzo en los años 1970 y 1980. En 1976, el entonces propietario de Breguet, Chaumet, cerró su fábrica francesa y trasladó la producción al Valle de Joux en Suiza.
En 1987, Breguet fue adquirida por Investcorp que, en 1991, creó el Groupe Horloger Breguet (GHB), que consta de cuatro filiales: Montres Breguet SA, Breguet SA, Valdar SA y Nouvelle Lemania SA (que el Grupo Breguet adquirió en 1992). Como resultado, los relojes de la marca Breguet ahora se producen en la fábrica de Nouvelle Lemania en Suiza. En particular, Montres Breguet SA es la principal empresa que vende relojes bajo la marca "Breguet", y Breguet SA es el nombre de la empresa de distribución del Grupo Breguet en Francia.
En 1999, el Groupe Horloger Breguet fue adquirido por el Grupo Swatch de Investcorp. Breguet es un miembro activo de la Fédération de l'industrie horlogère suisse.

## Lema y eslogan
Uno de los lemas de la empresa Breguet es "En cada mujer hay una reina". El lema se introdujo para la colección femenina de Breguet, la colección "Reine de Naples".

## Fabricación de relojes

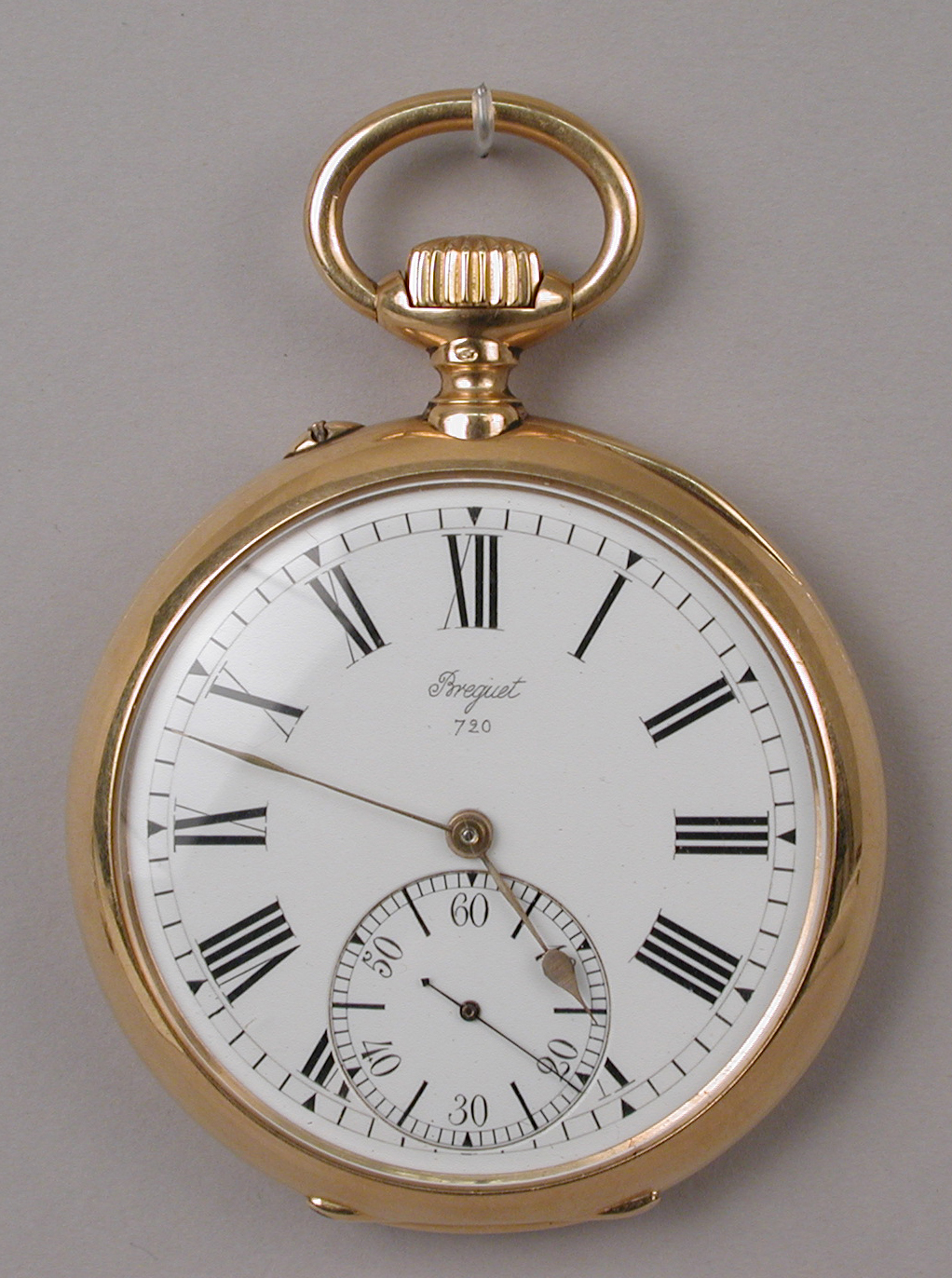
Un reloj de bolsillo Breguet, exhibido en el Museo Metropolitano de Arte de Nueva York

Los relojes Breguet a menudo se reconocen fácilmente por sus cajas con cantos de moneda, dial "guilloché" y agujas azules "pomme" (a menudo denominadas ahora como "agujas Breguet"). Además de relojes, Breguet también fabrica instrumentos de escritura, joyería para mujeres y gemelos.

### Invenciones y patentes notables
Las siguientes son algunas de las invenciones importantes de Abraham Louis Breguet y la compañía Breguet:
- En 1780, inventó y produjo el primer reloj automático del mundo (el "Perpétuelle").[3][4]
- En 1783, inventó el resorte Gong, sentando las bases para el repetidor de minutos.[29][30]
- En 1783, inventó las agujas Breguet.[31][32]
- En 1790, inventó el "Pare-chute", uno de los primeros sistemas de protección contra golpes del mundo.[33][34]
- En 1795, inventó la espiral Breguet, que se utiliza ampliamente en la industria relojera hasta el día de hoy.[35][36]
- En 1801, inventó el tourbillon, que equilibra el efecto de la gravedad.[2]
- En 1810, inventó y produjo el primer reloj de pulsera del mundo (Breguet n.º 2639).[5][37]
- En 1830, Breguet produce el primer reloj que se da cuerda sin llave, equipado con una perilla estriada para darle cuerda y ajustar la hora.[38]
- En 1929, posiblemente creó el primer movimiento con calendario perpetuo del mundo para relojes de pulsera (Breguet n.º 2516).[39][40][41]
- En 2010, patentó el pivote magnético, que se utiliza para mejorar la precisión del reloj utilizando un campo magnético.[42]
- En 2010, introdujo el regulador de sonería magnético.[43]

### Clasificación medioambiental
En diciembre de 2018, el Fondo Mundial para la Naturaleza (WWF) publicó un informe oficial en el que se otorgaban las clasificaciones medioambientales a 15 importantes fabricantes de relojes y joyeros de Suiza. Breguet, junto con otros 7 fabricantes, entre ellos Patek Philippe, Audemars Piguet y Rolex, recibió la clasificación medioambiental más baja como "recién llegados/no transparentes", lo que sugiere que el fabricante ha tomado muy pocas medidas para abordar el impacto de sus actividades de fabricación sobre el medio ambiente y el calentamiento global.
Existen preocupaciones por la falta de transparencia en las actividades de fabricación y el abastecimiento de materias primas preciosas como el oro, que es una causa importante de  problemas ambientales como la contaminación, el retroceso y degradación del suelo y la deforestación. La situación es especialmente grave en los países en desarrollo que son los principales productores de oro, entre ellos China, Rusia y Sudáfrica. Se estima que el sector de la relojería y la joyería utiliza más del 50 % de la producción anual mundial de oro (más de 2.000 toneladas), pero en la mayoría de los casos las empresas relojeras no pueden o no quieren mostrar de dónde proceden sus materias primas y si los proveedores de materiales utilizan tecnologías de abastecimiento respetuosas con el medio ambiente.

## Modelos notables

### Piezas más caras
- En mayo de 2012, un reloj de bolsillo Breguet, el Breguet & Fils, Paris No.2667, se vendió en la subasta de Christie's de Ginebra con un precio final de 4,69 millones de dólares estadounidenses (4.339.000 CHF).[50][51]
- En mayo de 2012, un reloj de bolsillo Breguet, el Breguet, Paris, No.4111, se vendió en una subasta de Christie's en Ginebra con un precio final de 2,75 millones de dólares (2.547.000 CHF).[52][53]
- En diciembre de 2012, el Breguet Sympathique Clock No.128 & 5009 (Duc d'Orléans Breguet Sympathique, propiedad de Fernando Felipe de Orleans) fue subastado por Sotheby's por 6,8 millones de dólares en Nueva York, lo que lo convirtió en el reloj Breguet más caro jamás vendido en una subasta.[16][17] El reloj fue subastado por Sotheby's por primera vez en 1999, alcanzando un récord de 5.777.500 dólares en Nueva York, después del cierre del célebre Time Museum de Rockford (Illinois).[54]
- En mayo de 2016, un reloj de bolsillo, el Breguet & Fils, No.217, se vendió en una subasta de Christie's en Ginebra por 3,33 millones de dólares estadounidenses (3.245.000 CHF).[55][56]

### Reloj de bolsillo de María Antonieta
En 1783, un admirador de María Antonieta de Austria, la reina de Francia, encargó un reloj a Abraham Louis Breguet como regalo para la reina. El requisito era que el reloj fuera "lo más espectacular posible, incorporando la gama más completa de complicaciones relojeras conocidas en ese momento". No hubo límite de tiempo ni límite financiero para el encargo.
El producto final fue el Breguet No.160 grand complication (el reloj de bolsillo Marie-Antoinette). Sin embargo, el reloj no se terminó hasta 1827, 34 años después de la muerte de la Reina durante la revolución francesa, y cuatro años después de la muerte de Abraham-Louis Breguet (el reloj fue finalmente terminado por su hijo). En total, se necesitaron 44 años para fabricar el reloj.
El reloj había estado guardado en el Museo de Arte Islámico de Jerusalén hasta que fue robado en 1983. En 2007, el reloj finalmente fue recuperado y devuelto al museo.

### Colección de caballero

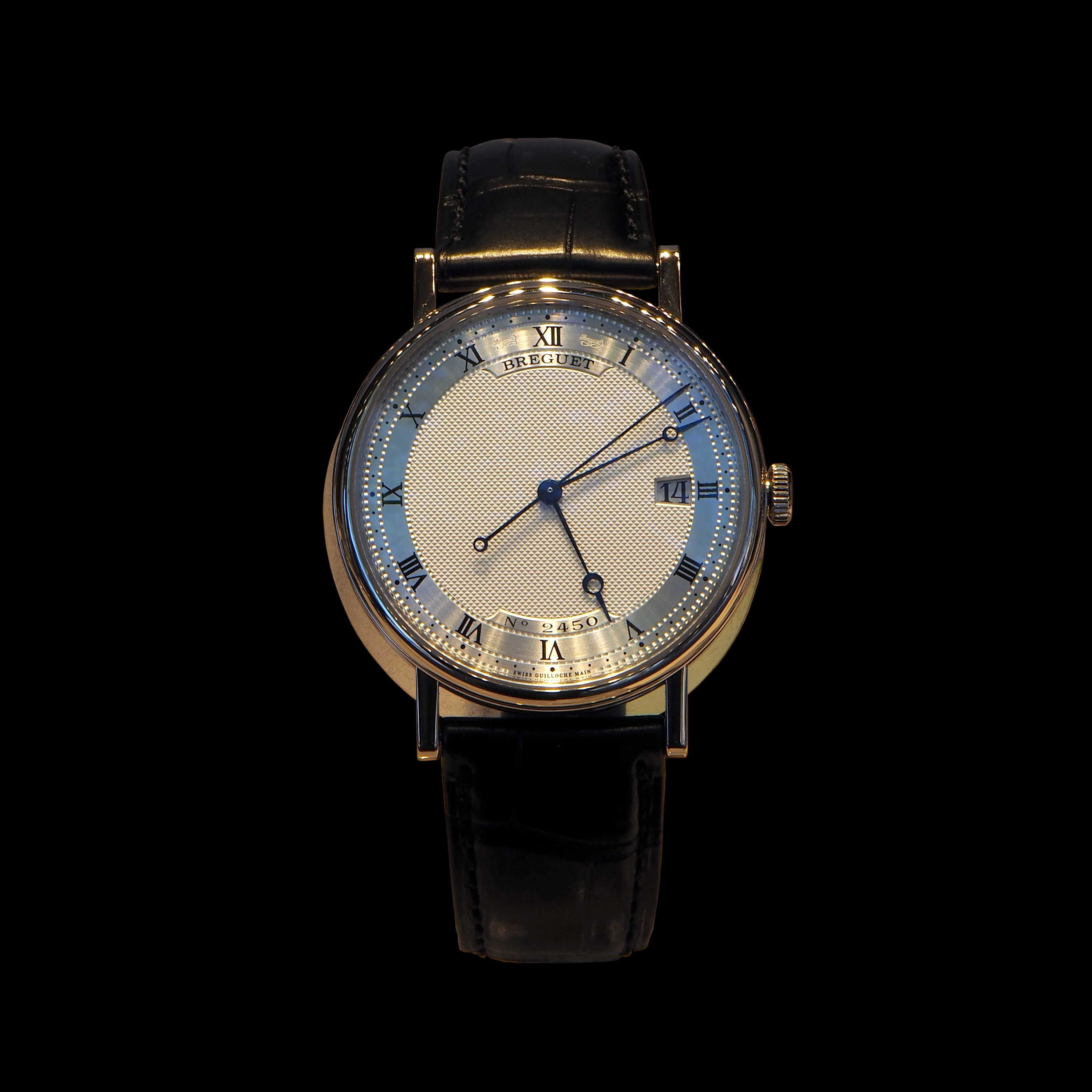
Breguet Classique 9067 (indicador de hora y fecha, bisel dorado)

- Classique: piezas redondas populares, generalmente con bandas de caja estriadas y asas soldadas;
  - Grand Complications
  - El Classique Tourbillon Extra-Plano, disponible en oro rosa o platino.[59]
  - El Classique Small Seconds, disponible en oro rosa o en oro blanco.[60]
- La Marine: resistente al agua, se distingue por la presencia de protectores de corona.
- Heritage: cajas con forma de tonel.
- Type XX, XXI, XXII: cronógrafos deportivos, basados en relojes de piloto de la Segunda Guerra Mundial
  - El cronógrafo Flyback Type XXII, disponible en oro rosa.[61]
- Tradition: similar al desaparecido Souscription de Breguet, relojes de cara abierta con el movimiento en la parte delantera, junto con una esfera pequeña.

### Colección de señora

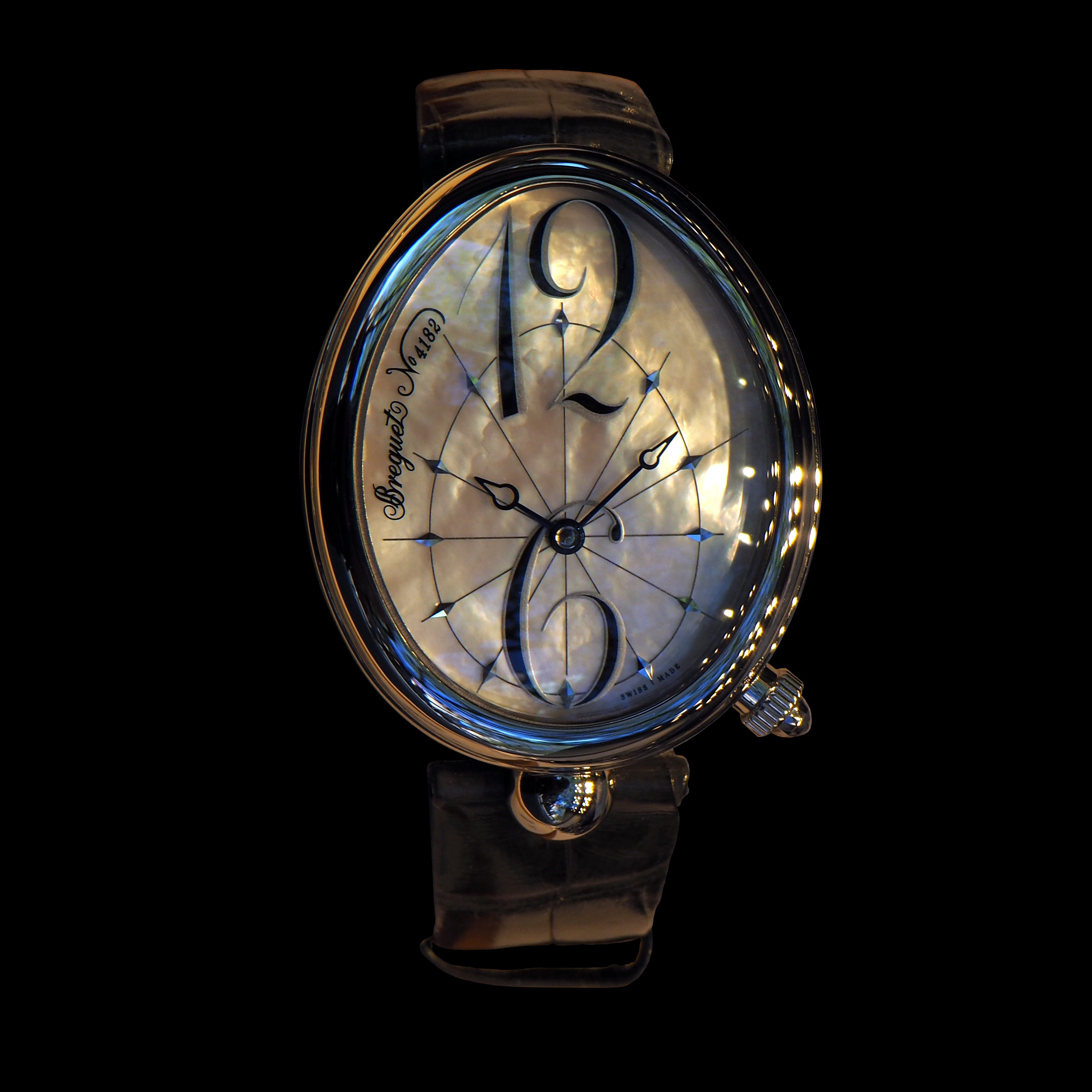
Reine de Naples

- Classique
- La Marine
- Heritage
- Tradition
- Reine de Naples

## Propietarios notables

### Artistas
- Aleksandr Pushkin, poeta ruso[62]

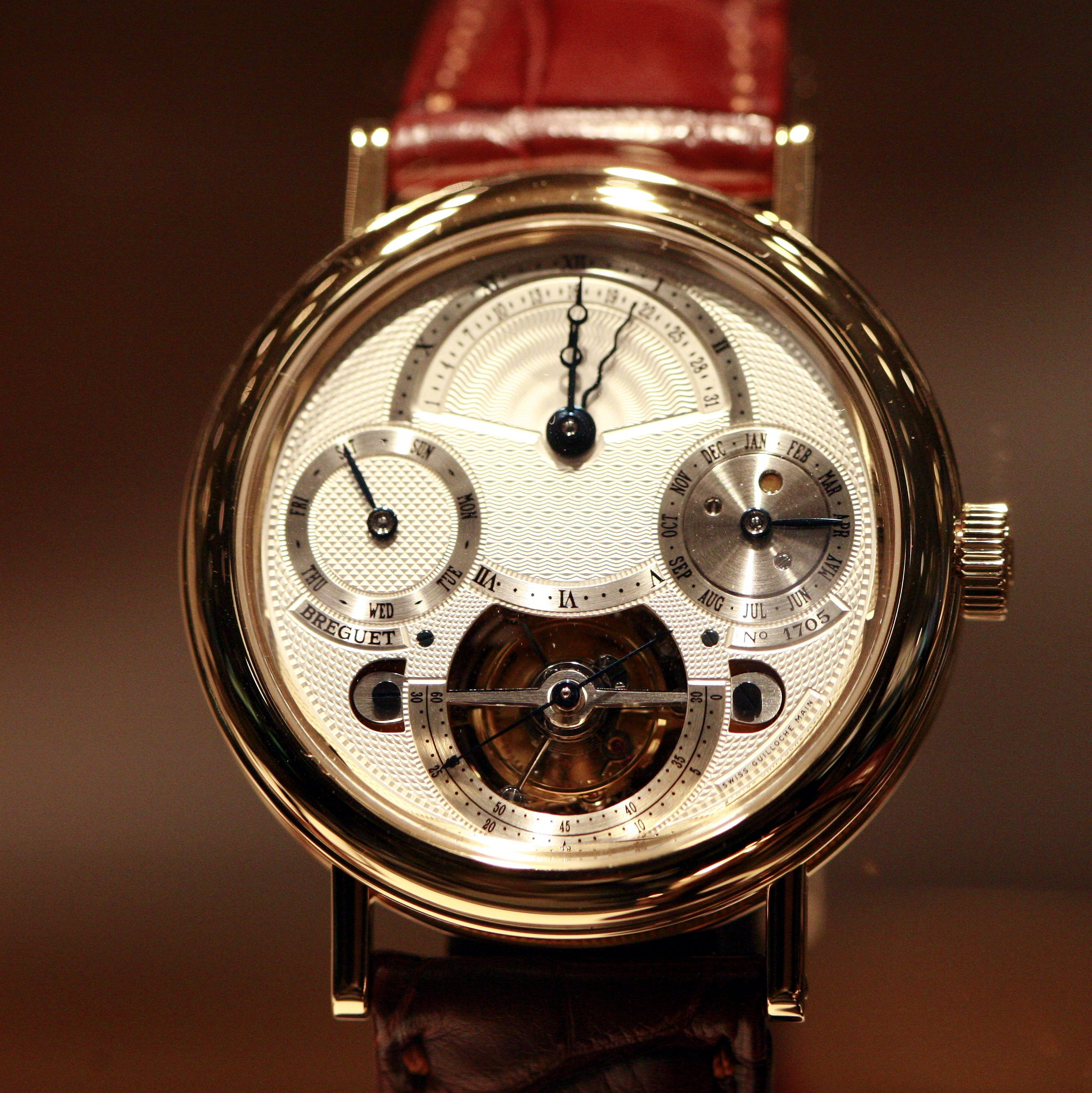
Breguet n.º 1705, reloj de pulsera tourbillon

- Giovanni Paisiello, compositor italiano[13]
- Serguéi Rajmáninov, compositor ruso[13][63]
- Gioachino Rossini, compositor italiano[64]
- Arthur Rubinstein, pianista polaco-estadounidense[65]
- Horace Vernet, pintor francés[13]
- Robert De Niro, actor estadounidense
- Tien Hsin, actriz taiwanesa
- Takuya Kimura, actor y cantante japonés
- Lee Min-ho (actor), actor y modelo surcoreano

### Deportista
- Cristiano Ronaldo, futbolista profesional portugués

### Empresarios
- Ettore Bugatti, diseñador de automóviles italo-francés y fundador de Bugatti[13][66]

### Intelectuales
- Nicolas de Condorcet, filósofo y matemático francés[13][67]

### Políticos
- Nicolas Sarkozy, 23º presidente de la República Francesa[68][69]
- Charles Maurice de Talleyrand, primer ministro de la Francia[70]
- Michel Ney, Mariscal de Francia[71]
- Vladímir Putin, presidente de Rusia[72][73]
- Dmitri Medvédev, primer ministro de Rusia[74]
- Winston Churchill, primer ministro del Reino Unido, ganador del premio Premio Nobel de Literatura en 1953[75][76]
- Duque de Wellington, primer ministro del Reino Unido[13][77]

### Realeza
- Napoleón Bonaparte, emperador de los franceses[78]
- Josefina de Beauharnais, primera emperatriz de Francia, primera esposa de Napoleón[79]
- Fuad I de Egipto, rey de Egipto[13][80]
- Faruq de Egipto, rey de Egipto[81]
- María Luisa de Austria, segunda emperatriz de Francia[13]
- Louis XVI y María Antonieta de Austria, rey y reina de Francia[82][83]
- Luis XVIII, rey de Francia[13]
- Carolina Bonaparte, reina de Nápoles[84]
- Selim III, sultán del Imperio otomano[85]
- Alejandro I, zar de Rusia[12]
- Jorge III, rey del Reino Unido[13][86]
- Jorge IV, rey del Reino Unido[13][87]
- Victoria, reina del Reino Unido[88]
- Eduardo VIII, rey del Reino Unido y Duque de Windsor[13]
- Carlos III, rey del Reino Unido y de los otros 14 reinos de la Commonwealth